# Президентские выборы в Эквадоре (1916)
Президентские выборы в Эквадоре проходили в 1916 году. В результате победу одержал Альфредо Бакерисо, получивший 93,6 % голосов.

## Предвыборная обстановка
Леонидас Пласа созвал выборы, чтобы выбрать своего преемника, поддерживая дружественные средства массовой информации и избирательные манипуляции в банковском и коммерческом секторах побережья для обеспечения победы своего кандидата. В 1916 году официальным кандидатом был Альфредо Бакерисо Морено. Эта фракция Либеральной партии имела большую популярность и признание, поэтому проправительственные кандидаты легко побеждали, не вызывая отторжения со стороны общественности, несмотря на влияние Коммерческого и сельскохозяйственного банка (Banco Agrícola y Comercial).

## Избирательная кампания
Кандидатами были член правительства Пласа Альфредо Бакерисо Морено, Рафаэль Мария Арисага и Федерико Интриаго. Альфредо Бакерисо Морено одержал абсолютную победу, получив 127 303 голоса, за ним следовали Рафаэль Мария Арисага с 7 502 голосами и Федерико Интриаго с 794 голосами. Альфредо Бакерисо Морено вступил в должность 1 сентября 1916 года.

## Результаты
| Кандидат | Голоса  | %    |
| --- | ------- | ---- |
| Альфредо Бакерисо Морено | 127 303 | 93,6 |
| Рафаэль Мария Арисага | 7 502   | 5,5  |
| Федерико Интриаго | 794     | 0,6  |
| Прочие | 433     | 0,3  |
| Всего | 136,032 | 100  |
| Источник: Nohlen, Elecciones y democracia en el Ecuador. 2. El Proceso Electoral Ecuatoriano Архивная копия от 11 октября 2016 на Wayback Machine |         |      |